# Armin Jahl

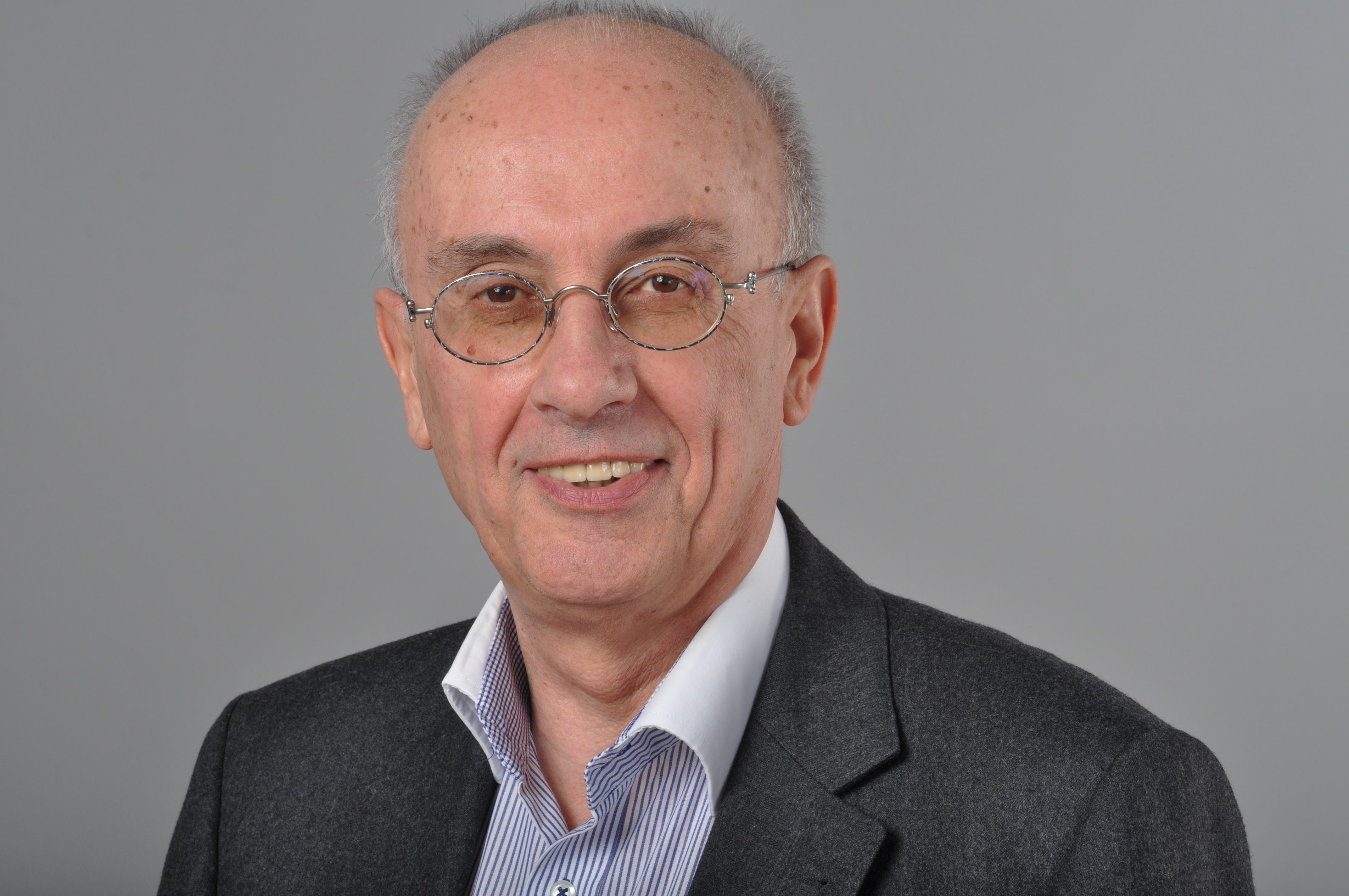
Armin Jahl (2013)

Armin Jahl (* 29. Oktober 1947 in Dortmund; † 24. Februar 2025 ebenda) war ein deutscher Politiker (SPD) und von 2010 bis 2022 Abgeordneter im Landtag von Nordrhein-Westfalen.

## Biografie
Nach dem Volksschulabschluss 1962 absolvierte Jahl eine Ausbildung zum Verwaltungsangestellten. Im Anschluss arbeitete er als Verwaltungsangestellter bei der Stadt Dortmund. Von 2002 bis 2010 war er gewählter Vertrauensmann für die bei der Stadtverwaltung Dortmund beschäftigten Menschen mit Behinderungen. Er war Mitglied der Arbeiterwohlfahrt Dortmund-Nette und seit 1963 Mitglied der Gewerkschaft ver.di, vormals ÖTV.
Armin Jahl war verheiratet, hatte eine Tochter und zwei Stiefsöhne.

## Politik
Jahl trat 1972 in die SPD ein und war 14 Jahre lang Ortsvereinsvorsitzender in Nette. Er war Vorsitzender des SPD-Stadtbezirksverbandes Mengede und seit 2002 stellvertretender Vorsitzender der Dortmunder SPD. Des Weiteren war er seit 1996 Landesvorsitzender der Arbeitsgemeinschaft für Arbeit (AfA) Nordrhein-Westfalen.
Bei den Landtagswahlen 2010, 2012 und 2017 wurde Jahl jeweils als Direktkandidat der SPD im Wahlkreis 111 (Dortmund I) in den Landtag von Nordrhein-Westfalen gewählt. Im Parlament war er ordentliches Mitglied des Ausschusses für Bauen, Wohnen, Stadtentwicklung und Verkehr sowie ordentliches Mitglied des Ausschusses für Haushaltskontrolle. Bei der Landtagswahl 2022 trat er nicht erneut an und schied aus dem Landtag aus.